# Phenomena (cine)

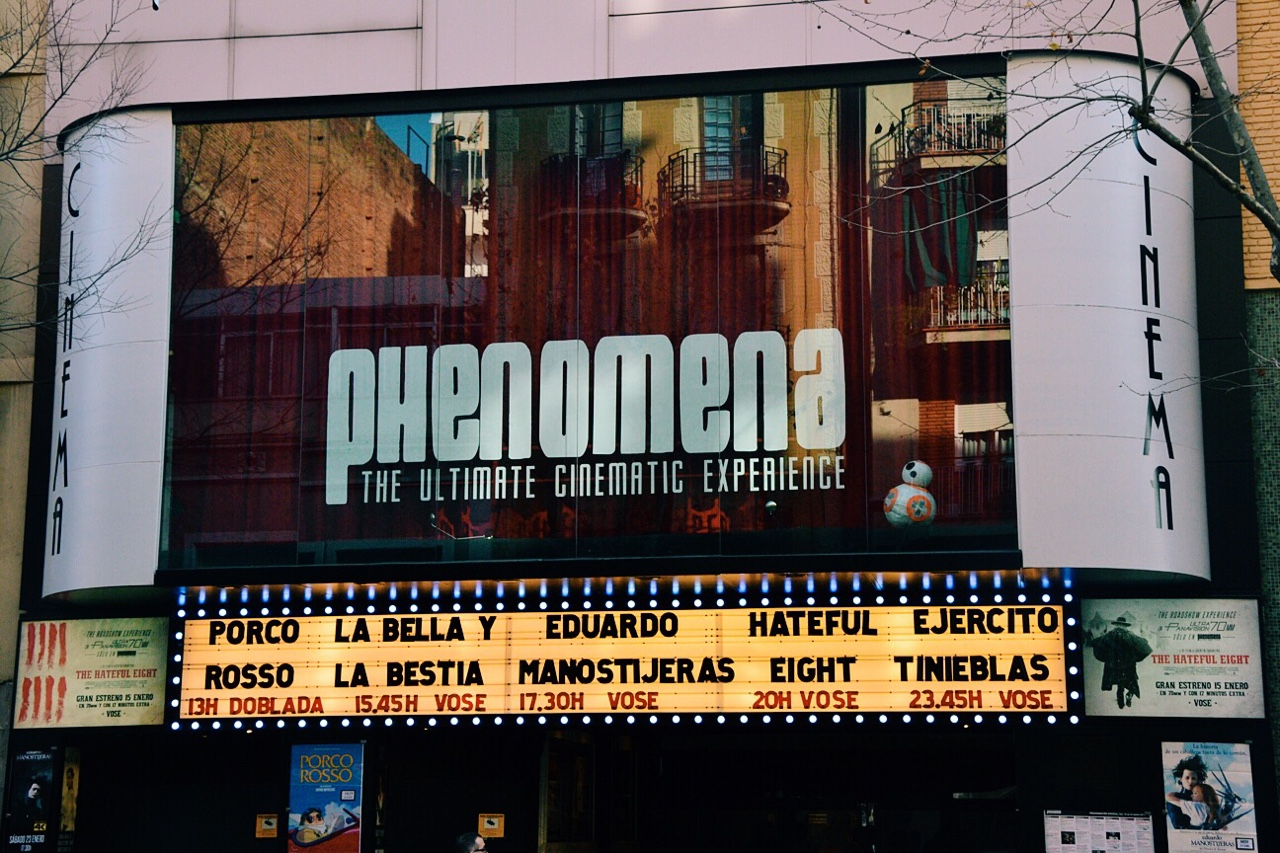
Cine Phenomena

Phenomena es una sala de cine ubicada en la Calle San Antonio María Claret número 168 de Barcelona. Antiguamente la sala pertenecía al cine Nápoles. 

## Historia
El proyecto empezó con una primera sesión en diciembre del 2010 con el programa doble de Jaws y Alien. Cómo no contaban con local propio, las sesiones se organizaban en varias salas de la ciudad, de forma itinerante (a pesar de que la mayoría de las proyecciones se hicieron en el también desaparecido cine Urgell). A pesar de que pasaron proyecciones en salas de cine como el cine Girona o el cine Comedia, sus dos primeros años de vida son recordados por llevar la experiencia Phenomena al cine Urgell. El acuerdo entre ambos dejó de ser factible porque el cine quería cerrar. No veían viable el hecho de mantener la sala abierta únicamente para poder seguir con el Phenomena y que si esto tenía que ser así, tenían que ser ellos los que pagaran los gastos anuales del cine. Esta propuesta recibió una negativa por parte de Cerdá puesto que  Phenomena no era una compañía y, por este motivo, se trataba de una posibilidad que no les era posible de asumir.
La nueva etapa que empezó Phenomena fue en el momento en que se instaló en el local que había dado lugar al cine Nápoles. Abrió precisamente con la primera sesión que se proyectó cuando empezó el proyecto. De este modo, lo que hizo Nacho Cerdá durante la primera etapa de vida del cine fue un recorrido por los 60 títulos más destacados del ciclo desde su nacimiento.
El proyecto, dirigido por Nacho Cerdá, mantiene la filosofía que ha caracterizado durante los entonces cuatro años de vida el ciclo Phenomena Experience. Expresa que, lo que él busca para esta sala es crear un cine como los de antes pero con la tecnología del mañana. De este modo, Cerdá afirma que hacen un trabajo de arqueología, tanto en la decoración como por el que hace las copias que proyectan, y que, del que se trata es de encontrar el punto medio entre el cine de barrio y el más contemporáneo.
Incluye una programación de ciclos dedicados a grandes directores, sesiones infantiles y Grindhouse, reestrenos, films inéditos a nuestras carteleras y los míticos programas dobles, entre otras sorpresas. Una programación variada en la cual se podrán encontrar tanto clásicos como películas contemporáneas en VOSE. Se trata de una sala donde cada proyección se convierte en una fiesta del cine.
El espacio ha acogido diferentes acontecimientos como la presentación de la película de Anacleto y la serie de Tv3 Cites, el rodaje del anuncio de Estrella Damm, clases magistrales de Alejandro Amenábar y el productor Jan Harlan, ruedas de prensa, presentaciones de libro y festivales.
Phenomena Experience nació como una iniciativa que sentía nostalgia por tiempos pasados, sobre todo por la sesión doble. Lo que se quiso recuperar con esta iniciativa era la mirada hacia atrás en los cines de barrio y recuperar clásicos comerciales de los años 70, 80 y 90, como por ejemplo Superman: The Movie, Indiana Jones, E.T., Gremlins, etc. La idea era convertir el hecho de ir al cine en toda una experiencia. Su fórmula es la misma que la de hace más de cuarenta años: sesión continúa todos los días a un precio popular. Es preciso decir que la iniciativa no cuenta con ninguna subvención ni ayuda. Phenomena parte del objetivo de defender el "acto social" de ir al cine. Su creador comenta que el cine se ha convertido en una experiencia solitaria, y es por eso que Phenomena quiere "crear comunidad", que se pueda vivir con una sensación de evento exclusivo, es decir, recuperar el encanto y el acto social que antes suponía ir a ver una película.
En 2014, después de 135 sesiones y con 200 películas, se llegó además de 100.000 espectadores. Desde sus inicios, y al comprobar el éxito que tenían en Barcelona, se expandieron organizando sesiones en ciudades como Madrid y Zaragoza. Nacho Cerdá afirma que el éxito de Phenomena reside en su pasión por el cine y la de los que trabajan con él, puesto que fue, sobre todo en sus inicios, un trabajo costoso y difícil, en cuanto a conseguir las copias de los films como también de cara a montar las programaciones, puesto que ha querido ofrecer siempre el mejor y no proyectar "cualquier cosa". Siguiendo esta misma línea, Cerdá exige una calidad máxima en cuanto a las cuestiones técnicas. Esto quiere decir proyectar cada película en las mejores condiciones posibles puesto que, según Cerdá, esto es básico para que el público disfrute del cine cómo en ninguna parte.
En 2015, con motivo de su quinto cumpleaños, salió al mercado el libro El cine según Phenomena, un viaje a la ilusión en 40 películas, escrito por Jordi Alcalde Caminal, Editorial Timun Mas, mitad catálogo de sus obras fundamentales y mitad repaso a este fenómeno que quiere recuperar la "emoción perdida" por el mundo del cine." Es algo insólito y queremos ir más allá de los blockbusters, ampliarlo a Serio B, grindhouse, ciclos temáticos y maratones", comenta Cerdá. 

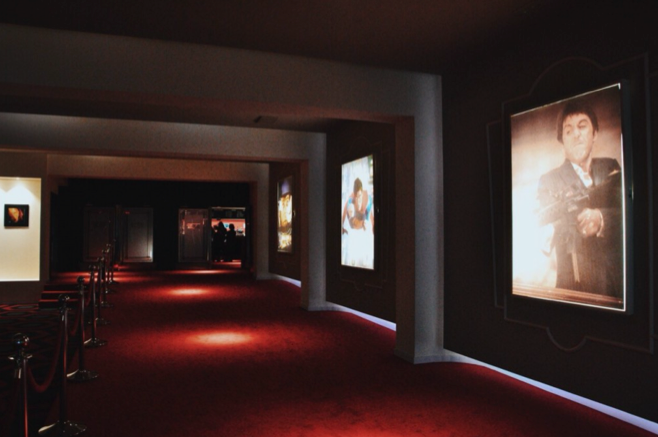
Interior del cine Phenomena

## Sala y proyectores
El cine consta de dos plantas, una dediacada al almacenamiento y la preparación física de las películas y la otra dedicada a la proyección.
La sala de aforo, que forma parte del antiguo cine Nápoles, es de hasta 450 personas. Cuenta con dos proyectors diferentes: el digital y el analógico, llevado por la empresa Kelonik. Uno de 35 mm y 70 mm y los mejores sistemas de sonido, incluyendo DTS, SDDS y el multidimensional Dolby Atmos.Las butacas lamentablemente siguen siendo las originales, lo cual hace que te sientas bastante incómodo, dado que en su mayoría presentan roturas.